# Ghiacciaio Orestes
Il ghiacciaio Orestes è uno stretto ghiacciaio lungo circa 2 km situato nella regione centro-occidentale della Dipendenza di Ross, in Antartide. Il ghiacciaio, il cui punto più alto si trova a circa 1400 m s.l.m., si trova in particolare nella zona orientale della dorsale Olympus, dove fluisce verso ovest, partendo dal versante occidentale del picco Wrenn e scorrendo all'interno della valle Orestes, tra il monte Cerberus, a nord, e il monte Orestes, a sud,  fino ad arrivare quasi sul fondo del passo Bull.

## Storia
Il ghiacciaio Orestes è stato mappato dalla squadra occidentale della spedizione Terra Nova, condotta dal 1910 al 1913 e comandata dal capitano Robert Falcon Scott, ma è stato così battezzato solo nel 1997 dal Comitato consultivo dei nomi antartici in associazione con il monte Orestes, che a sua volta era stato così chiamato in associazione con la dorsale Olympus: nella mitologia greca, infatti, Oreste era uno dei figli di Agamennone e Clitennestra, protagonista di un famoso mito.